# 2013年世界田径锦标赛乌克兰代表团
参加在 俄羅斯莫斯科举行的2013年世界田径锦标赛的乌克兰代表团一共取得了两枚金牌和一枚铜牌，在奖牌榜上和牙买加并列第6名。

## 获得的奖牌
| 奖牌 | 运动员            | 项目         |
| ---- | ----------------- | ------------ |
| 金牌 | Ganna MELNICHENKO | 女子七项全能 |
| 金牌 | Bohdan BONDARENKO | 男子跳高     |
| 銅牌 | Olha SALADUHA     | 女子三级跳   |

## 引用
1. ↑  . 国际田联.   [2013-08-16]. （原始内容存档于2018-01-08）.（英文）